# オカ川上流公国群
オカ川上流公国群または上オカ公国群（ロシア語: Верховские княжества / Upper Oka Principalities）は、ロシアの史学史において使用される、14-15世紀にオカ川の上流域に存在していた、十数に細分化された短命な諸公国の総称。現在のロシア領トゥーラ州、カルーガ州にあたる地域を支配領域としていた。

## 概要

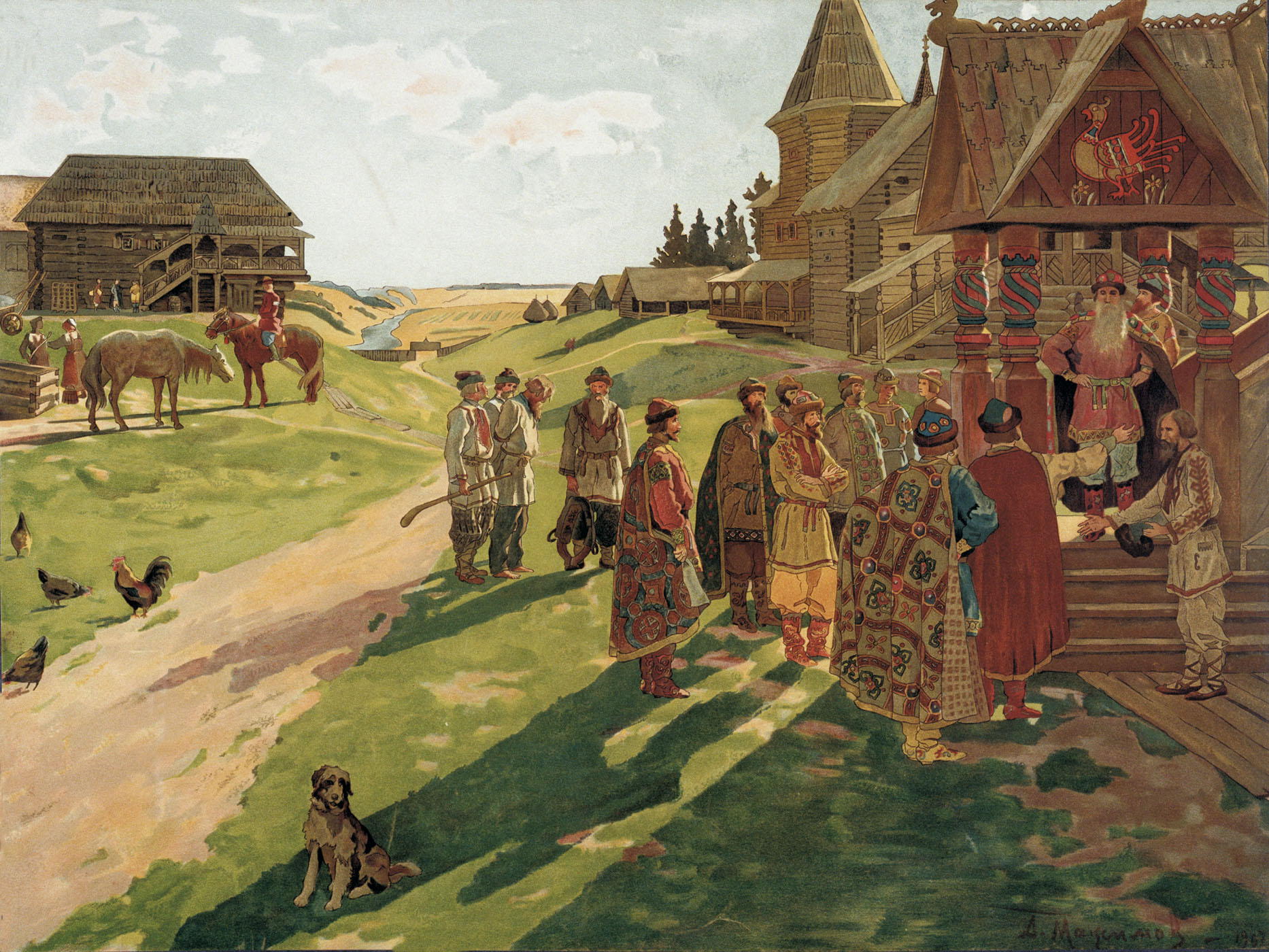
中世ロシアの小公国の風景

モンゴル帝国によるルーシ侵略を経た後、強大なチェルニゴフ公国は徐々に細分化されていった。この外見上は互いに分立している小公国群の主権者の地位に座していたのはチェルニゴフ公家のキエフ大公聖ミハイル2世の子孫たちであった。公国群は拡張政策を続ける西のリトアニア大公国と、勃興期を迎えた北のモスクワ大公国の間に挟まれており、この地の諸公たちは、上記の二者の間において絶え間ない圧迫に晒されていた。14世紀末までに、オカ川の諸公たちはリトアニアへの貢納を毎年行う義務を負うことになった。
ところが、リトアニアの支配者たちがカトリック国ポーランドとの結びつきを強めていくと、オカ川上流における支配のバランスは崩れ始めた。大部分が正教徒である上流諸公国は、リトアニアの伸長からの保護を得るべくモスクワとの関係を結ぼうとした。この地を領する諸公達の大半は、15世紀末までにモスクワ宮廷に出仕するようになった。1494年、イヴァン3世に敗れたリトアニアはオカ川上流地域への支配権の最終的な放棄を宣言した。

## 公国群の一覧
以下は地域的関係でなく、諸公家の長上権（年長順・長子権順）に基づく。
- ベリョーフ：ベリョーフスキー公は比較的早期に消滅
- ノヴォシリおよびオドエフ：オドエフスキー公はオプリーチニナによる併合政策まで分領公として存続
- ヴォロトィンスク：ヴォロティンスキー公はオプリーチニナによる併合政策まで分領公として存続
- マサリスク：マッサリスキー公
- ズヴェニゴロド：ズヴェニゴロドスキー公およびノズドレヴァスキー公
- カラチェフ：ホテトフスキー公
- コゼリスクおよびペレムィシュリ：ゴルチャコフ公
- タルーサおよびメショヴスク：メゼスキー公を占めテテリン公、シチェルヴァトフ公などの分流を輩出
- ボリャティノ：ボリャティンスキー公
- オボレンスク：オボレンスキー公を占めレプニン公、ルイコフ公、ドルゴルーコフ公、シチェルヴァトフ公などの分流を輩出